# Бар, Ганс
Ганс Бар (нем. Hans Bahr; 6 декабря 1909, Альтенбург — 9 сентября 1986) — немецкий политик, член СЕПГ. Президент Внешнеторговой палаты ГДР в 1962—1968 годах.

## Биография
Выходец из рабочей семьи, Ганс Бар учился на столяра. В 1938 году вступил в НСДАП. Воевал во Вторую мировую войну. После 1945 года служил ландратом в Айзенахе, в 1946 году вступил в СЕПГ. Руководил внешнеторговой организацией в области древесины. В 1953—1956 годах служил генеральным консулом в торговом представительстве ГДР в Хельсинки. В 1958—1962 годах руководил главным европейским отделом министерства внешней и внутригерманской торговли. С октября 1962 по октябрь 1968 года занимал должность президента Внешнеторговой палаты ГДР. В 1968 году получил звание почётного президента палаты. 18 июня 1963 года на церемонии основания Германо-Британского общества в ГДР Бар был избран его вице-президентом.

## Сочинения
- Die Aktivität der Kammer für Außenhandel der DDR. In: Deutsche Außenpolitik. Band IX, 1964, Heft 11, S. 1066—1072.